# Anselmo Barreto
Anselmo V. Barreto León (Lima, 17 de octubre de 1865-ídem, 24 de diciembre de 1950) fue un abogado y magistrado peruano. Fue ministro de Justicia, Culto e Instrucción (1901) y presidente de la Corte Suprema (1918-1919).

## Biografía
Fue hijo de Anselmo María Barreto y Rosario León. En 1881 ingresó a la Universidad Nacional Mayor de San Marcos, donde se graduó de bachiller en Jurisprudencia en 1885 y se recibió como abogado en 1887.
Empezó su carrera en la magistratura como juez interino de la provincia de Chancay, en 1892. Transcurridos seis meses, retornó a Lima, donde asumió sucesivamente como juez interino (1894-1896) y agente fiscal interino (1896-1897). Luego fue destinado a la fiscalía del Callao, cuyo ejercicio interrumpió para asumir el cargo de vocal interino de la Corte Superior de Lima (1898-1899).
Durante el gobierno del ingeniero Eduardo López de Romaña, fue nombrado Ministro de Justicia, Instrucción y Culto, cargo que asumió el 11 de marzo de 1901, integrando el gabinete presidido por Domingo Almenara Butler. Cuando el 3 de septiembre de ese año renunció el canciller Felipe de Osma, se encargó interinamente del Ministerio de Relaciones Exteriores, solo por unos días, hasta que renunció también, el día 9 de septiembre, junto con otros ministros, por dificultades surgidas con el Senado.

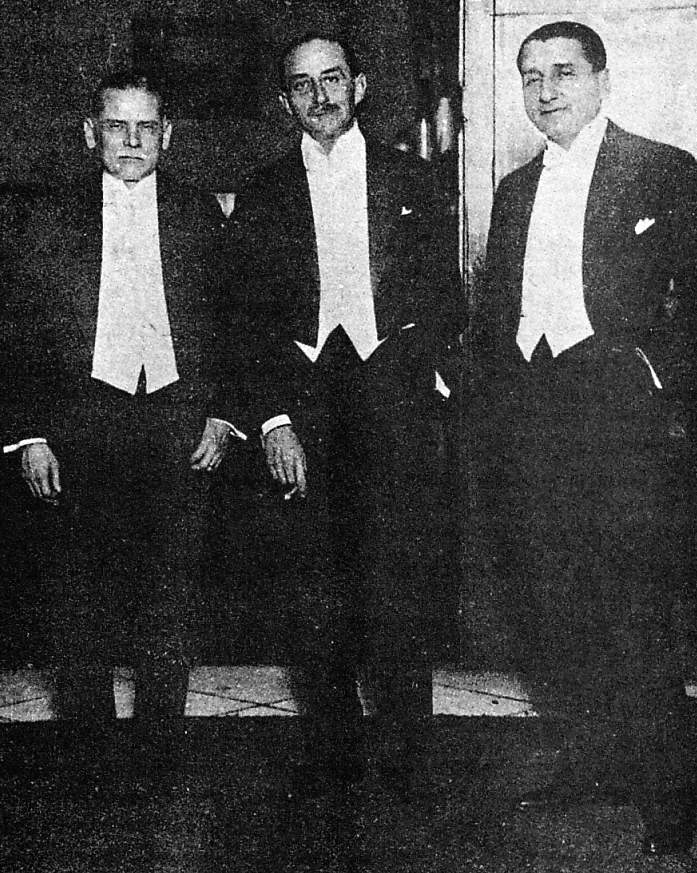
Representantes del Perú en la Comisión Plebiscitaria de Tacna y Arica (1925). De izquierda a derecha: Anselmo Barreto, Manuel de Freyre y Santander y Alberto Salomón.

En 1903 reasumió como vocal interino de la Corte Superior. En 1907 pasó a ser fiscal interino, y finalmente, en 1909 fue promovido a vocal titular de la Corte Suprema, máximo organismo judicial del que llegó a ser presidente entre 1918 y 1919. Su carrera de magistrado se prolongó hasta 1942, cuando se jubiló. Durante dicho lapso, fue también decano del Colegio de Abogados de Lima (1908- 1909); representante del Estado Peruano en la Junta de Vigilancia para la emisión de cheques circulares por parte de los bancos peruanos (1914); ministro plenipotenciario en España y delegado ante la Sociedad de Naciones (1920); miembro de la Comisión Reformadora del Código Penal (1924); asesor jurídico de la Comisión Plebiscitaria de Tacna y Arica (1925), en donde se esforzó por obtener las garantías necesarias para el desarrollo del plebiscito en dichas provincias peruanas, entonces retenidas ilegalmente por Chile (plebiscito que no llegó a realizarse);  y miembro de la comisión encargada de redactar el nuevo Código de Procedimientos Civiles, la Ley Orgánica del Poder Judicial y la Ley del Notariado.